# Daptonema setosa
Daptonema setosa är en rundmaskart som först beskrevs av Bütschli 1874.  Daptonema setosa ingår i släktet Daptonema, och familjen Xyalidae. Arten är reproducerande i Sverige.